# Andrea Berardi

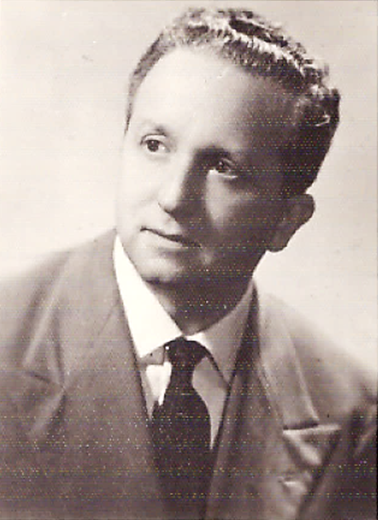
Andrea Berardi nel 1952

Andrea Berardi (Roma, 25 giugno 1907 – San Polo dei Cavalieri, 2 novembre 1984) è stato un giurista, avvocato, pubblicista e imprenditore italiano.

## Biografia
Appartenente ad una nobile famiglia abruzzo-romana di antica tradizione cattolica e culturale, ereditò dal padre Giuseppe, avvocato, e dalla madre Teresa Gamberini, scrittrice, le vocazioni professionale e letteraria. Era fratello di Maria Rosaria Berardi. Compì studi classici laureandosi in Giurisprudenza nel 1929, con la massima votazione, presso l'Università degli Studi di Roma La Sapienza.
Giovane anarchico, si iscrisse successivamente al PNF divenendo Ispettore Nazionale e restando in carica fino al 1938, anno in cui si dimise definitivamente poiché in totale disaccordo con le leggi razziali. Nelle vesti di penalista difese coraggiosamente antifascisti d'ogni fede dinanzi al Tribunale speciale per la difesa dello Stato. Durante la Resistenza si prodigò in prima persona per la salvezza degli israeliti di Roma.
In qualità di giornalista fu giovane collaboratore de Il Popolo di Roma, firmando articoli letterari con lo pseudonimo André Chénier. Fu poi membro del comitato di redazione della rivista Colombo e fondatore e direttore responsabile di Onofrio Panvinio, associazione con omonimo bollettino sulla storia di Roma e dei suoi monumenti. Nel 1946 fondò e diresse l'associazione Mondo Latino, sotto gli auspici dell'Istituto nazionale di studi romani, e l'omonima rivista internazionale di cultura alla quale collaborarono, tra gli altri, Enrico De Nicola, Alcide de Gasperi, Bonaventura Tecchi, Giacomo Prampolini e Pablo Neruda. Nel 1947 diede alle stampe, con Edoardo Modigliani, un volume dal titolo L'Organizzazione della Pace dal punto di vista giuridico, in cui si analizzava e propugnava lo sviluppo di una organizzazione di carattere internazionale da poco tempo costituita (1945) sotto la sigla di ONU. Fin dai primordi fu tra gli ideatori e fondatori della Democrazia Cristiana. Assumendone la direzione, fondò con la sorella Maria Rosaria il periodico Athena e l'agenzia di stampa ALI (Agenzia Latina Informazioni). Con il principe Francesco Chigi Della Rovere, nel secondo dopoguerra, ricostituì l'Associazione fra i Romani.
Coniugato con Vincenza (Beba) Di Quattro, ebbe due figli: Giuseppe Maria (1957-2014) e Filippo Maria (1959).
In veste di avvocato civilista fu, dagli anni Cinquanta, consulente dell'Eni collaborando attivamente con Enrico Mattei. Legale della Libbey-Owens-Ford Glass Co. (LOF) di Toledo (Ohio), una delle più grandi vetrerie del mondo, propose a Mattei la fondazione in Italia di una vetreria. Quest'ultimo recepì l'idea conferendo mandato alla Società Finanziamenti Idrocarburi s.p.a. e alla Finanziaria Ernesto Breda s.p.a. di costituire una società ad hoc. Sorse così, nel 1962 in Abruzzo, in comune di San Salvo, la SIV (Società Italiana Vetro s.p.a.) che nel corso degli anni divenne la seconda vetreria più grande d'Europa, arrivando a dare lavoro, nel 1992, ad oltre cinquemila dipendenti, con un capitale sociale di 200 miliardi di lire. Sempre per conto dell'Eni sottoscrisse importanti contratti petroliferi in Libia con Re Idris, prima dell'avvento di Gheddafi, contratti purtroppo mai perfezionati per l'improvvisa e tragica scomparsa di Mattei.
Furono quelli gli anni in cui Andrea Berardi, legale per l'Europa di alcune tra le più grandi società petrolifere d'America (Pan American Petroleum Co., Standard Oil of Indiana Co., Western Geophysical Co., Signal Gas & Oil Co.) riuscì a convogliare grandi investimenti esteri in Italia.
Professore di Legislazione del Sottosuolo e di Tecnica delle Perforazioni presso il Politecnico e l'Università Statale di Milano, fondò e diresse, con Alberto Montel e Giovanni Negri, la Rivista di Diritto Minerario (1950-1980), oggi presente in tutte le biblioteche italiane tra i periodici spenti.
Con Ardito Desio, nel 1957, fondò l'ANGI (Associazione Nazionale dei Geologi Italiani) e qualche anno dopo stilò il testo della legge che qualificò la professione di geologo, dando poi vita all'Ordine Nazionale dei Geologi Italiani. Pioniere della ricerca petrolifera in Italia, promosse ricerche nella Pianura Padana, nel Campidano, nel Mar di Sicilia e nel Mare Adriatico.
Dopo essersi occupato anche di edilizia, costruendo a Roma sulla Via Appia nella zona dell'Alberone e sulle pendici di Monteverde Nuovo, acquistò negli anni Cinquanta il castello di San Polo dei Cavalieri, avviandone il lungo restauro diretto dall'architetto Luca Brasini, figlio di Armando Brasini, e stabilendovi il Centro di Cultura Federico Cesi, appositamente costituito.
Nel 1963 acquistò in Sardegna, da una società facente capo alla famiglia Rothschild, la miniera di piombo argentifero dell'Argentiera curandone, come legale, la chiusura e poi salvaguardandone, come imprenditore, le antiche strutture e gli impianti, venendo così la stessa a rappresentare uno dei primi esempi in Italia di archeologia industriale.

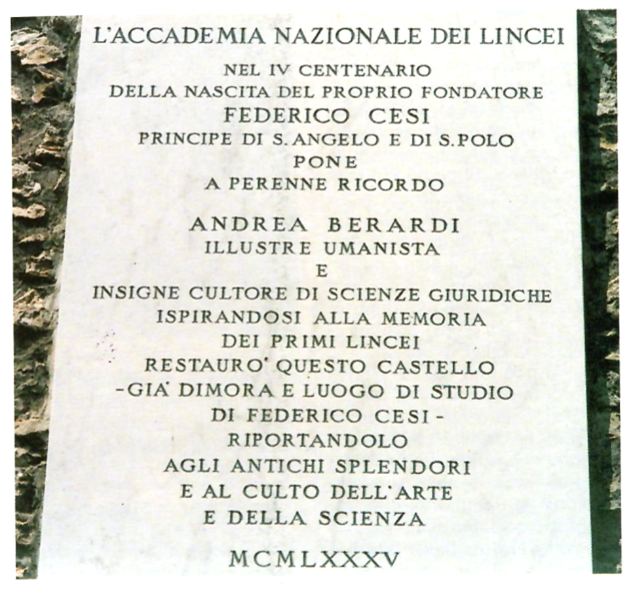
Lapide Accademia Nazionale dei Lincei - Castello di San Polo dei Cavalieri

Silenziosa e costante fu l'attività benefica di Andrea Berardi, e poliedrica e inesauribile quella professionale, culturale e politica, in continua difesa della libertà e dei valori del diritto.
Si spense nel 1984 a San Polo dei Cavalieri e i funerali si svolsero a Roma nella cappella palatina del Sovrano Militare Ordine di Malta.
Nel 1985, ad un anno dalla scomparsa, l'Accademia Nazionale dei Lincei ha inteso onorarne la memoria inserendone il nome in una lapide, posta in onore del proprio fondatore, lo scienziato rinascimentale Federico Cesi, sulla facciata principale del castello di San Polo dei Cavalieri.
Nel 2004, a vent'anni dalla scomparsa, il Comune di Roma con delibera all'unanimità, gli ha intitolato il Largo Andrea Berardi nella zona di Tor Vergata.

## Opere principali
- Mondo Latino, rivista internazionale di cultura, Stabilimento Grafico G. Menaglia - Roma, 1946.
- L'Organizzazione della pace dal punto di vista giuridico, coautore Edoardo Modigliani, M. Lecce Editore - Verona, 1947.
- Rivista di Diritto Minerario, Casa Editrice La Tribuna - Piacenza, dal 1950 al 1980.
- Criteri seguiti per la costruzione di un impianto centralizzato per la distribuzione di G.P.L. nella città di Fabriano, Estratto dagli Atti del VII Convegno Nazionale del Metano e del Petrolio tenutosi a Taormina, I.R.E.S. - Palermo, 1952.
- L'Ente Nazionale Idrocarburi, Tipografia delle Terme - Roma, 1953.
- Sulla franchigia doganale per le macchine destinate alle miniere petrolifere, Estratto dalla Riv. di Dir. Min., n. 1-4, Società Tipografica Editoriale Porta - Piacenza, 1960.
- Proroga di permessi di ricerca di idrocarburi: dubbi interpretativi, Estratto dalla Riv. di Dir. Min., n. 1-4, Casa Editrice La Tribuna - Piacenza, 1963.
- Legge 3 febbraio 1963, n. 112 - Disposizioni per la tutela del titolo e della professione di geologo, LEX, Legislazione Italiana, anno 1963, Unione Tipografica Editrice Torinese - Torino, 1963[14].